# Liooon
Liooon（1996年5月12日—），本名李晓萌，是一位炉石传说职业选手。2019年11月2日，她代表中国参加《炉石传说》特级大师赛全球总决赛，击败了Bloodyface（代表美国的Brian Eason），接替了Hunterace（来自挪威的Casper Notto，2018年炉石世界冠军）成为2019年炉石世界冠军，赢取20万美元奖金，成为首位在暴雪嘉年华获得世界冠军的女选手，同时也是自2014年炉石锦标赛开始以来第一位来自中国大陆的世界冠军。